# ジェニー・キム
ジェニー・キム (朝鮮語: 김제니) は韓国のモデル・ミスコン女王。Miss Supranational 2017で優勝。また、Miss Universe Korea 2016に任命され、 ミス・ユニバース2016に出場したことがある。

## 生い立ち
1994年11月22日、ソウルに生まれる。
1歳のとき家族とともにインドネシアに移る。1995年から中等教育修了の2013年までジャカルタで暮らす。Jakarta Intercultural SchoolおよびGandhi Memorial International Schoolで計13年学び、韓国に戻って梨花女子大学校で国際経営学と英語英文学を学ぶ（複専攻）。
ジャカルタのNational Museum of Indonesiaで通訳のボランティアをしていたこともある。朝鮮語、インドネシア語、英語を話す。

## ミスコンのキャリア
彼女がミスコンに挑戦する上での最大の強みは、自身の文化的多様性であると信じている。インドネシアで英語を学んだことがその後の国際的ミスコンのキャリアにつながっている。高校の教師は、彼女の母が（ミスコン参加に）同意するまで呼び出して説得してくれた。韓国よりもインドネシアに多くのファンを持つ（本人による）。
韓国に戻ってからの3年間、ミスコンに出場するためのスキル（ランウェイのウォーキング、フィットネス、スピーチ、メイク）を訓練した。

### ミス・ワールド2015
2015年12月、Miss World Korea 2015に出場。ミスコンのキャリアの開始である。Miriam Wang Hyunに次いで準優勝。

### ミス・ユニバース2016
2016年10月23日に選出される Miss Universe Korea 2016は、2017年に開催されるミス・ユニバース2016に出場するには準備期間が短すぎる、と、国内ディレクターのPark Jeong-ahはMiss World Korea 2015準優勝の彼女をMiss Universe Korea 2016に任命した。ミス・ユニバースには国内大会優勝者のみが出場するという不文律に合致しない珍しい例となった。
2017年1月30日、Miss Congenialityを受賞（韓国代表として初）。
2月3日の決勝の質疑応答で、審査員の一人森理世から当時弾劾審判が行われていた朴槿恵大統領に関する質問と、それに続いて慰安婦問題についての質問について答弁を求められた。森は「どんな人種からどんな質問を受けるか分からない」状況で「どれだけスマートに答えられるか」を審査するための質問だったとしている。華やかな韓服姿で登場し強烈なインパクトを残したが、準決勝進出はならなかった

### ミス・スプラナショナル2017
2017年12月1日、ポーランドで開催されたミス・スプラナショナル2017で優勝（韓国代表として初）。
ミスとしての任期の間、ベトナム、中国、日本、ミャンマー、マレーシア、インド、インドネシアを歴訪。 Puteri Indonesia 2019の名誉審査員、カンヌ国際映画祭の一環としてInternational Emmy Kids Awardsの発表などを行う。
任期も終わりに近い2018年11月、12月にポーランドで開催予定のミス・スプラナショナルの出場者たちがキムの25歳の誕生パーティーを開催してくれた。